# إقليم تغراي

خريطة إثيوبيا توضح إقليم تجراي

إقليم تِغراي أو تكرينيا أو تيغراي (ትግራይ ክልል تِگْرَايْ كِلِلْ بالتجرينية) يقع في شمال إثيوبيا ويحده من الشمال إريتريا ومن الغرب السودان ومن الشرق عفر ومن جنوبها إقليم أمهرة.

## السكان
ويبلغ عدد سكانه 5 ملايين نسمة , تشكل نحو 6.1% من سكان إثيوبيا .

### اللغات
- التغرينية
- امحرنية
- ساهو (إيروب)
- كوناما
- العربية (بني شنقول)
- الفرنسية
- الإسبانية

### التوزيع العرقي
يشكل تغراي نحو ثلاث أرباع السكان بالإضافة إلى:
- اليوروب المتحدثين بلغة الساهو
- الامحرا
- الكوناما
- بني شنقول
- الرايا

### الأديان
| الديانة                             | إحصاء 1994 | إحصاء 2007 |
| ----------------------------------- | ---------- | ---------- |
| كنيسة التوحيد الأرثوذكسية الإثيوبية | 95.5%      | 95.6%      |
| الإسلام                             | 4.1%       | 4.0%       |
| الكنيسة الرومانية الكاثوليكية       | 0.4%       | 0.4%       |
| بروتستانت                           | -          | 0.1%       |

## مجاعة
في منتصف الثمانينيات، ضربت مجاعة البلاد إثر موجة جفاف شديد تزامنت مع مساعي النظام الديكتاتوري الماركسي لتجويع المتمردين في الشمال الذين باتوا اليوم في الحكم .